# Campeonato Uruguayo de Primera División 2005
El Campeonato Uruguayo 2005 (también Campeonato Uruguayo Especial) fue el 101° torneo de primera división del fútbol uruguayo organizado por la AUF, correspondiente al año 2005. El torneo transcurrió desde el 5 de marzo al 12 de julio de 2005.
Constató la transición del fútbol uruguayo al estilo de temporada europea, por lo que duró solo un semestre. En el segundo semestre de 2005 comenzaría la temporada 2005-06 adaptada al estilo europeo.
El torneo consistió en un campeonato corto de todos contra todos, sin ascensos ni descensos a Segunda división. Sin embargo, los puntos de este torneo se acumularían con los puntos del Torneo Apertura de la temporada 2005-06 para definir tres descensos a Segunda división a fines de 2005.
Tanto el ganador de este torneo como el ganador del Apertura 2005-06 clasificarían a la Copa Libertadores 2006.

## Posiciones
| Puesto | Equipo               | Pts | PJ | PG | PE | PP | GF | GC | Dif |
| ------ | -------------------- | --- | -- | -- | -- | -- | -- | -- | --- |
| 1°     | Nacional             | 41  | 17 | 12 | 5  | 0  | 39 | 16 | 23  |
| 2°     | Defensor Sporting    | 41  | 17 | 12 | 5  | 0  | 33 | 13 | 20  |
| 3°     | Peñarol              | 35  | 17 | 10 | 5  | 2  | 28 | 19 | 9   |
| 4°     | Danubio              | 28  | 17 | 8  | 4  | 5  | 23 | 16 | 7   |
| 5°     | Rocha                | 25  | 17 | 6  | 7  | 4  | 27 | 21 | 6   |
| 6°     | Liverpool            | 25  | 17 | 7  | 4  | 6  | 26 | 25 | 1   |
| 7°     | Rentistas            | 24  | 17 | 6  | 6  | 5  | 30 | 25 | 5   |
| 8°     | Miramar Misiones     | 23  | 17 | 7  | 2  | 8  | 33 | 29 | 4   |
| 9°     | Montevideo Wanderers | 23  | 17 | 6  | 5  | 6  | 30 | 33 | -3  |
| 10°    | River Plate          | 22  | 17 | 6  | 4  | 7  | 34 | 32 | 2   |
| 11°    | Cerrito              | 21  | 17 | 5  | 6  | 6  | 21 | 19 | 2   |
| 12°    | Tacuarembó           | 21  | 17 | 5  | 6  | 6  | 17 | 18 | -1  |
| 13°    | Fénix                | 19  | 17 | 5  | 4  | 8  | 19 | 26 | -7  |
| 14°    | Paysandú             | 14  | 17 | 3  | 5  | 9  | 23 | 34 | -11 |
| 15°    | Rampla Juniors       | 14  | 17 | 3  | 5  | 9  | 19 | 31 | -12 |
| 16°    | Plaza Colonia        | 14  | 17 | 3  | 5  | 9  | 8  | 27 | -19 |
| 17°    | Cerro                | 13  | 17 | 3  | 4  | 10 | 20 | 30 | -10 |
| 18°    | Deportivo Colonia    | 13  | 17 | 3  | 4  | 10 | 15 | 31 | -16 |

|  | Deben disputar un partido desempate para determinar el campeón uruguayo. |

### Desempate final
Definición del campeón uruguayo 2005: 
| 5 de julio de 2005 | Defensor Sporting | w/o | Nacional | Estadio Centenario, Montevideo |  |

| 12 de julio de 2005 | Nacional | w/o | Defensor Sporting | Estadio Centenario, Montevideo |  |

Defensor Sporting se negó a jugar el desempate debido a su disconformidad con el arbitraje de Gustavo Méndez en el tramo final del último partido disputado por Nacional ante Rocha FC. Este incluyó el otorgamiento de 6 minutos de adición y la sanción de un penal en el quinto minuto de descuento, que luego de convertido por Sebastián Abreu permitió a Nacional ganar el partido y acceder al desempate final frente a Defensor Sporting.
Nacional fue declarado campeón el 6 de julio de 2005 y quedó clasificado como Uruguay 1 para la Copa Libertadores 2006.
|                                             |
| Bandera de Uruguay                          |
| Campeón Uruguayo 2005 Nacional 40.mo título |

## Goleadores
| Jugador          | Equipo               | Goles |
| ---------------- | -------------------- | ----- |
| Pablo Granoche   | Miramar Misiones     | 16    |
| Zinho            | Rentistas            | 14    |
| Sergio Blanco    | Montevideo Wanderers | 12    |
| Osvaldo Canobbio | River Plate          | 11    |
| Martín Ligüera   | Nacional             | 10    |

## Clasificación a torneos continentales
En 2005 no se jugó la Liguilla Pre-Libertadores ya que la temporada regular constó solo de un semestre, e inmediatamente comenzó la temporada 2005-06.